# 特定技能制度
特定技能制度（とくていぎのうせいど） 英:  Specific skill system （スペシフィックスキルシステム）は、特定技能資格に関する日本の制度。

## 特定技能
在留資格「特定技能」とは、2019年4月から導入されている新しい在留資格で、深刻な人手不足と認められた14の業種に、外国人の就労が解禁される。これらの業界での仕事は単純労働を含んでいるため、これまでは外国人が行うことはできなかったが、昨今の少子高齢化の影響が深刻で、このままでは業界そのものが立ち行かなくなることから、外国人労働者を受け入れることとなった。

### 特定技能1号
- 特定産業分野に属する相当程度の知識又は経験を必要とする技能を要する業務に従事する外国人向けの在留資格
  - 在留期間	- 1年，6か月又は4か月ごとの更新，通算で上限5年まで
  - 技能水準	- 試験等で確認（技能実習2号を修了した外国人は試験等免除）
  - 日本語能力水準	- 生活や業務に必要な日本語能力を試験等で確認（技能実習2号を修了した外国人は試験等免除）
  - 受入分野
    - ①介護
    - ②ビルクリーニング
    - ③素形材産業
    - ④産業機械製造業
    - ⑤電気・電子情報関連産業
    - ⑥建設
    - ⑦造船・舶用工業
    - ⑧自動車整備
    - ⑨航空
    - ⑩宿泊
    - ⑪農業
    - ⑫漁業
    - ⑬飲食料品製造業
    - ⑭外食業

  - 家族の帯同 - 基本的に認めない

### 特定技能2号
- 特定産業分野に属する熟練した技能を要する業務に従事する外国人向けの在留資格
  - 在留期間	- 3年，1年又は6か月ごとの更新
  - 技能水準	- 試験等で確認
  - 日本語能力水準 - 試験等での確認は不要
  - 受入分野
    - ⑥建設：型枠施工、左官、コンクリート圧送、トンネル推進工、建設機械施工、土工、屋根ふき、電気通信、鉄筋施工、鉄筋継手、内装仕上げ / 表装
    - ⑦造船・舶用工業：溶接

  - 家族の帯同 - 要件を満たせば可能（配偶者，子）

## 登録支援機関
登録支援機関とは、特定技能1号の外国人に対して、在留中に安定的・円滑な活動を行うことができるようにするための職業生活上、日常生活上又は社会生活上の支援を、受入れ機関（ = 特定技能外国人を雇用する企業等。法律上の表現は「特定技能所属機関」）から委託を受けて、受入れ機関に代わって実施する者。なお、特定技能2号外国人への支援は義務ではない。
特定技能1号の外国人を雇用する場合、受入れ機関には支援計画を策定・実施することが求められています。支援計画は法令の基準に適合する必要がある。
- 雇用契約や日本で行える活動内容など、事前ガイダンス提供（在留資格申請前。対面/テレビ電話/Skype等で本人確認が必要なため、郵送やメールのみは不可。外国人が十分理解できる言語により、例えば3時間程度）
- 出入国時に空港などへの送迎（出国時は保安検査場の前まで同行、入場の確認が必要）
- 住宅確保の支援（保証人の確保、1人当たり7.5平方メートル以上の居室面積）
- 生活に必要な契約の支援（金融機関の口座開設、ライフラインや携帯電話の契約など）
- 生活オリエンテーションの実施

（生活一般、行政手続き、相談・苦情の連絡先、外国人の対応が可能な医療機関、防災・防犯・急病など緊急時対応、出入国・労働法令違反など法的保護。少なくとも8時間以上行い、確認書に署名が必要。）
（ポータルサイトやガイドブックに参考情報掲載）
- 日本語を学習する機会の提供（日本語教室 / 自主学習教材 / Eラーニング講座の情報提供など）
- 相談・苦情に対して遅滞なく適切に対応

（外国人が十分理解できる言語により、平日のうち3日以上、土・日のうち1日以上、相談しやすい就業時間外などにも対応できる体制が必要。対応は相談記録書に記録する。行政機関へ相談や通報した場合は、支援実施状況の届出書に記載）
- 日本人との交流の促進支援（必要に応じ、地域住民との交流や地域の行事、自治会等の案内や参加手続きの補助）
- 非自発的離職時の転職支援（次の受入れ機関の情報提供、ハローワークや職業紹介事業者等の案内、推薦状の作成など。求職活動のための有給休暇付与、離職時に必要な行政手続きの情報提供は義務）
- 外国人及びその監督をする立場にある者と定期的に面談（当該外国人が十分理解できる言語により、3ヶ月に1回以上の実施。定期面談報告書を作成）
- 労働関連法令違反時に行政機関へ通報

## 「登録支援機関」となるための要件
登録支援機関となるには、出入国在留管理庁長官の登録を受ける必要がある。技能実習制度における監理団体は非営利団体（事業協同組合、商工会など）のみ許可されていましたが、登録支援機関
は個人や営利団体（株式会社のような民間企業など）も登録が可能。技能実習の監理団体、職業紹介など人材関連事業者、弁護士や行政書士などの士業が主に想定されていますが、登録要件を満たせば申請可能なため、新規参入も含めて多様な主体が考える。
登録支援機関の登録を受けるためには、「機関自体が適切」であることと「外国人を支援する体制がある」ことが求める。主な要件は以下の通り。なお、支援責任者と支援担当者の要件ついては、共通点と相違点があるため、よく注意して検討する必要がある。

## 自社支援
自社支援とは、法律で定められた支援業務を登録支援機関に委託せず、受入れ企業の中で設置した支援責任者・担当者が実施することを指す。メリットは、支援費の削減、受け入れノウハウの蓄積、外国人スタッフとの良好な関係性の構築、社内コンプライアンスの向上などである。但し、自社支援で受け入れするにあたって、不安やハードルが高い場合は、特定技能の自社管理システムを利用することによって、不安の解消やハードルを下げることができる。

## 特定技能１号受け入れ可能14分野対象
- ①介護
  - 身体介護等（利用者の心身の状況に応じた入浴，食事，排せつの介助等）のほか，これに付随する支援業務（レクリエーションの実施，機能訓練の補助等）(注)訪問系サービスは対象外
- ②ビルクリーニング
  - 建築物内部の清掃
- ③素形材産業
  - 鋳造・鍛造・ダイカスト・機械加工・金属プレス加工・工場板金・めっき・アルミニウム陽極酸化処理・仕上げ・機械検査・機械保全・塗装・溶接
- ④産業機械製造業
  - 鋳造・鍛造・ダイカスト・機械加工・仕上げ・機械検査・機械保全・電子機器組立て・塗装・鉄工・工場板金・めっき・溶接・工業包装・電気機器組立て・プリント配線板製造・プラスチック成形・金属プレス加工
- ⑤電気電子情報関連産業
  - 機械加工・金属プレス加工・工場板金・めっき・仕上げ・機械保全・電子機器組立て・電気機器組立て・プリント配線板製造・プラスチック成形・塗装・溶接
- ⑥建設業
  - 型枠施工・左官・コンクリート圧送・トンネル推進工・建設機械施工・土工・屋根ふき・電気通信・鉄筋施工・鉄筋継手・内装仕上げ / 表装・とび・建築大工・配管・建築板金・保温保冷・吹付ウレタン断熱・海洋土木工
- ⑦造船・舶用工業
  - 溶接・塗装・鉄工・仕上げ・機械加工・電気機器組立て
- ⑧自動車整備業
  - 自動車の日常点検整備，定期点検整備，分解整備
- ⑨航空業
  - 空港グランドハンドリング（地上走行支援業務，手荷物・貨物取扱業務等）
  - 航空機整備（機体，装備品等の整備業務等）
- ⑩宿泊業
  - フロント，企画・広報，接客，レストランサービス等の宿泊サービスの提供
- ⑪農業
  - 耕種農業全般（栽培管理，農産物の集出荷・選別等）
  - 畜産農業全般（飼養管理，畜産物の集出荷・選別等）
- ⑫漁業
  - 漁業（漁具の製作・補修，水産動植物の探索，漁具・漁労機械の操作，水産動植物の採捕，漁獲物の処理・保蔵，安全衛生の確保等）
  - 養殖業（養殖資材の製作・補修・管理，養殖水産動植物の育成管理・収獲（収穫）・処理，安全衛生の確保等）
- ⑬飲食料品製造業
  - 飲食料品製造業全般（飲食料品【酒類を除く】の製造・加工，安全衛生）
- ⑭外食業
  - 外食業全般（飲食物調理，接客，店舗管理）